# Diều cá bé
Diều cá bé (tên khoa học Ichthyophaga humilis) là một loài chim săn mồi lớn với thức ăn chủ yếu là cá, được tìm thấy ở Ấn Độ

## Phân bố
Địa bàn phân bố của chúng từ Gujarat tới miền Trung Ấn Độ, thung lũng Kaveri (miền Nam Ấn Độ) và một số ít ở các nước Tây nam Á nhưng nhiều nhất là ở quanh dãy núi Hymalaya.